# L'amore giovane
L'amore giovane (The Hottest State) è un film del 2006 diretto per la prima volta da Ethan Hawke, adattamento cinematografico del romanzo Amore giovane scritto dallo stesso Hawke.

## Trama
William è un giovane attore inglese in erba, Sarah è una ragazza messicana che sogna di fare la cantante. Tra i due nasce la passione, l'amore, la voglia di stare insieme e addirittura l'idea di volersi sposare durante un viaggio in Messico.
William, tornato a casa dopo aver girato un film proprio in Messico, trova una Sarah cambiata, più volenterosa a dedicarsi a se stessa piuttosto che ad una vita di coppia. Inizia per William un'ossessione senza limiti, spinto dall'amore per Sarah che non riesce a placare. Tutta questa vicenda lo porterà al confronto con il padre, con cui non ha rapporti da più di 10 anni e che si è rifatto una famiglia in Texas e da cui cerca risposte sul perché Sarah non lo ami più. Sarà proprio questo incontro a far capire molte cose al protagonista.